# المحافظة الشمالية الغربية (سريلانكا)
المحافظة الشمالية الغربية (بالسنهالية: වයඹ පළාත)‏(بالتاميلية: வட மேல் மாகாணம்)‏ هي إحدى محافظات سريلانكا، عاصمتها كورونيغالا. هي رابع أكبر محافظة حسب المساحة بمساحة تبلغ 7,888 كيلومترًا مربعًا (3,046 ميلًا مربعًا). كما أنها رابع أكثر المقاطعات اكتظاظًا بالسكان إذ يبلغ عدد سكانها أكثر من 2,592,000 نسمة.
تحدها كلٌّ من المحافظة الشمالية الوسطى من الشمال والمحافظة الوسطى من الشرق ومحافظة ساباراغاموا من الجنوب الشرقي والمحافظة الغربية من الجنوب ويحدها المحيط الهندي من الغرب.

## التاريخ
أُنشئت المحافظة الشمالية الغربية في عام 1845 من المحافظة الغربية الشمالية (مقاطعات تشيلو وبوتالام وسبع كوراليس). لم تكن للمحافظات أي سلطة قانونية حتى عام 1987 عندما منحها التعديل الثالث عشر لدستور سريلانكا صلاحيات إدارية عبر مجالس المحافظات.